# Colette (pel·lícula)
Colette és una pel·lícula dramàtica biogràfica del 2018 dirigida per Wash Westmoreland, a partir d'un guió del mateix Westmoreland, Rebecca Lenkiewicz i Richard Glatzer, basada en la vida de la novel·lista francesa Colette. És protagonitzada per Keira Knightley, Dominic West, Eleanor Tomlinson i Denise Gough. S'ha doblat al català.
Es va exhibir per primer cop al Festival de Cinema de Sundance el 20 de gener de 2018. Es va estrenar als Estats Units el 21 de setembre de 2018 a càrrec de Bleecker Street i 30West. La pel·lícula també es va exhibir al Festival de Cinema de Londres i va ser estrenada al Regne Unit l'11 de gener de 2019 amb la distribució de Lionsgate.